# هيثم مصطفى
هيثم مصطفى كرار أحمد (19 يوليو 1977 - )، لاعب كرة قدم سوداني. بدأ مسيرته الكروية مع نادي الأمير، وانتقل إلى الهلال في عام 1995 حتى عام 2012 ثم انتقل إلى الند التاريخي نادي المريخ نهاية عام 2012 ومنه إلى نادي أهلي شندي عام 2014 وهو لاعب سابق لمنتخب السودان لكرة القدم. اعتزل هيثم كرة القدم نهائياً عام 2015 كما اُختير سفيراً للنوايا الحسنة لدى الأمم المتحدة.
يعمل حالياً محللاً رياضياً لدى قنوات بي إن سبورتس العربية.

## إنجازاته
شارك في ثلاث نهائيات مع المنتخب الوطني السوداني، وحاز الهلال تحت قيادته على لقب الدوري السوداني الممتاز لخمس سنوات على التوالي في إنجاز كبير يحسب له شخصياً ويكتب له في سجلاته. وللبرنس الكثير من الإنجازات الشخصية ومنها نيله لنجومية الموسم عدة مرات، وفي موسم 2008 نال لقب أفضل لاعب في بطولة الدوري الممتاز، كما يعتبر أكثر لاعب سوداني من حيث المشاركات الخارجية، إضافة إلى أنه نال نجومية مباراة السودان وزامبيا في بطولة امم أفريقيا الأخيرة، وقد اكتسح تشكيلة منتخب العرب مرات عدة، وقد نال جائزة صانع اللعب الأول في السودان مرات عديدة وهو لاعب متميز في هذا الشأن. (إضافة إلى ذلك يعتبر من هدافي نادي الهلال في البطولة الأفريقية بتسجيله 6 أهداف متساوياً مع جكسا خلف الهداف الأول للهلال ويشاركهما بنفس الرصيد من الأهداف المحترف النيجيرى قودوين، رغم ذلك فإن البرنس لاعب وسط في المقام الأول وجاءت أهداف هيثم مصطفى مع الهلال على النحو التالي:
- بلدية المحلة المصري في دور الـ16 لبطولة الكؤوس الأفريقية عام 2003
- نادي سانت جورج الإثيوبي في الدور الأول لبطولة الأندية الابطال عام 2004
- أشانتي كوتوكو الغاني في بطولة الكونفدرالية في دور الثمانية عام 2004
- إينوغو رينجرز النيجيري في بطولة الكونفدرالية في دور الثمانية عام 2004
- الترجي التونسي في الدور الأول لبطولة الأندية الأبطال عام 2005
- البوليس الأوغندي في تمهيدي بطولة الأندية الأبطال عام 2006

فاز هيثم مع الهلال بكل ألقابه في الدوري السوداني الممتاز، بواقع 9 مرات، فقد فاز الهلال بالنسخة الأولى للبطولة عام 1996، كما فاز بالنسختين المربع الذهبي الثالثة والرابعة عامي 1998 و1999 وبعد غياب دام ثلاث سنوات عن الفوز بالبطولة جاء الهلال ليفوز بها خمس مرات متتالية، أعوام: 2003، 2004 2005، 2006، 2007م ثم عام 2009. كما فاز هيثم مع الهلال بألقابه في بطولة كأس السودان فقد فاز بها خمسة أعوام 1998 و2002 و2003 و2006 و2009.
يعتبر هيثم مصطفى من أكثر اللاعبين تحقيقاً للإنجازات في الكرة السودانية برفقة فريقه، فقد حقق العديد من الإنجازات مع ناديه مثل احتلال المركز الثاني في كأس الكؤوس العربية عام 2002 بتونس خلف نادي الملعب التونسي، والمركز الثالث في بطولة دوري أبطال العرب عام 2006 بعد تخطي أندية كبيرة مثل نادي الوداد المغربي، والتأهل إلى دور المجموعات في الكونفدرالية عام 2004 كأول مرة لفريق سوداني، والتأهل إلى دور المجموعات في بطولة الأندية الأبطال كأول نادٍ سوداني عام 2007 يحقق ذلك الإنجاز. تم شطبه من مجلس الأمين البرير حينما كان يتربع على كرسي رئاسة نادي الهلال. سوف يعود إلى صفوف ناديه الهلال خلال موسم الانتقالات الصيفية في يونيو 2014.

## مع المنتخب

هيثم مصطفى على غلاف مجلة سوبر الإماراتية عام 2008

يعتبر هيثم مصطفى من أكثر اللاعبين مشاركة مع المنتخب برصيد 59 مباراة، كما أنه حمل شارة القيادة لما يقرب من خمس سنوات، ومن إنجازاته مع المنتخب، الفوز بكأس شرق ووسط أفريقيا سيكافا للمنتخبات عام 2006 في إثيوبيا بعد الفوز على منتخبات كبيرة مثل أوغندا، كما قاد المنتخب لتصدر التصفيات العربية في لبنان والصعود إلى الأدوار النهائية، كما قاد المنتخب للوصول إلى نهائيات أمم أفريقيا بعد غياب دام 32 عاماً بإسهامه في وصول المنتخب إلى نهائيات كأس الأمم الأفريقية 2008.

## انتقاله إلى المريخ
تم شطبه من كشوفات النادي في يوم 8/12/2012 وذلك بعد خلاف بينه وبين مجلس الإدارة ممثلاً في الرئيس الأمين البرير من جهة وبينه وبين المدير الفني الفرنسي دييغو غارزيتو من جهة أخرى مما سبب صدمة لعشاق النادي حيث خرجت جماهير الهلال في مظاهرات معبرة عن رفضها لقرار الشطب. وانتقل إلى الغريم التقليدي نادي المريخ بعد 17 عاماً قضاها في الهلال. إنتقل إلى نادي المريخ السوداني في يوم 20 ديسمبر 2012 

## انتقاله إلى أهلي شندي
بعد نهاية عقده مع المريخ وقع هيثم عقداً مع نادي أهلي شندي وذلك بعد رفض ناديه السابق الهلال إعادة التعاقد معه. 

## اعتزاله وتوجهه إلى التدريب
بعد إنهاء عقده مع أهلي شندي اعتزل هيثم لعب كرة القدم وتوجه إلى التدريب، فدرب العديد من الأندية في الدوري الممتاز مثل أهلي الخرطوم والأمل عطبرة والهلال والفلاح عطبرة

## إنهاء مسيرته في الهلال
في عام 2022 قام نادي الهلال بخطوة تاريخية بإعادة قائده السابق هيثم مصطفى وذلك لإنهاء مسيرته بشعار الهلال بشكل صوري ودون لعب أي مباراة، كما قام هيثم بالإعتذار إلى جمهور الهلال بعد انتقاله إلى الغريم التقليدي المريخ في وقت سابق.

## وصلات خارجية
- هيثم مصطفى على موقع قاعدة بيانات كرة القدم.إي يو (الإنجليزية)
- هيثم مصطفى على موقع ناشيونال فوتبول تيمز (الإنجليزية)
- هيثم مصطفى على موقع عالم كرة القدم.نت (الإنجليزية)
- هيثم مصطفى على موقع كووورة

- موقع نادى الهلال